# Goran Volarević
Goran Volarević, född 2 april 1977 i Pula, är en Kroatienfödd italiensk vattenpolomålvakt. Han ingick i Kroatiens landslag vid olympiska sommarspelen 2004.
Volarević spelade fyra matcher i vattenpoloturneringen i Aten där Kroatien slutade på en tiondeplats.
Volarević ingick i Italiens landslag vid Europamästerskapet i vattenpolo för herrar 2012 i Eindhoven. Han har varit italiensk medborgare sedan 2010. EM-silver tog han med det kroatiska landslaget i Kranj 2003. Han hann spela 130 landskamper för Kroatien innan han bytte landslag.